# Entropiezahl
Entropiezahlen sind in der Funktionalanalysis Kennzahlen von stetigen linearen Operatoren. Das Konzept basiert auf dem Begriff der Epsilon-Entropie.

## Definition

### Äußere Entropiezahlen
Seien {\displaystyle X} und {\displaystyle Y} Banachräume und {\displaystyle T} ein linearer stetiger Operator {\displaystyle T\in L(X,Y)}, so nennt man
{\displaystyle \varepsilon _{n}(T):=\inf \left\{\varepsilon >0|\exists x_{1},\dots ,x_{n}\in Y{\text{mit }}T(B_{X})\subseteq \bigcup _{i=1}^{n}{{x_{i}}+\varepsilon B_{Y}}\right\}}
n-te Entropiezahl von T, wobei {\displaystyle B_{X}} bzw. {\displaystyle B_{Y}} die abgeschlossenen Einheitskugeln in X bzw. Y sind. Wir nennen
{\displaystyle e_{n}:=\varepsilon _{2^{n}-1}(T)}
die n-te dyadische Entropiezahl von T.
Beim Übergang von den „normalen“ Entropiezahlen zu den dyadischen gehen bei der asymptotischen Betrachtung keine wesentlichen Informationen verloren. Darum werden die dyadischen Entropiezahlen oft nur Entropiezahlen genannt.

### Innere Entropiezahlen
Seien {\displaystyle X} und {\displaystyle Y} Banachräume und {\displaystyle T} ein linearer stetiger Operator {\displaystyle T\in L(X,Y)}, so nennt man
{\displaystyle \varphi _{n}(T):=\sup \left\{\rho >0:\exists \,p>n{\text{ mit }}y_{1},\dots ,y_{p}\in T(B_{X}),\,\left\|y_{i}-y_{j}\right\|\geq 2\rho \,\forall i\neq j\right\}}
innere Entropiezahl von T.
{\displaystyle f_{n}(T):=\varphi _{2^{n}-1}(T)}
wird dyadische innere Entropiezahl von T genannt.

### Zusammenhang von inneren zu äußeren Entropiezahlen
Wie Carl und Stephani in ihrem Buch Entropy, compactness and the approximation of operators gezeigt haben, besteht die Beziehung
{\displaystyle \varphi _{n}(T)\leq \varepsilon _{n}(T)\leq 2\varphi _{n}(T)}
weshalb man meist nur {\displaystyle e_{n}(T)} betrachtet.

## Bemerkung
Wenn man auf die Definition der Entropiezahlen sieht, erkennt man folgenden elementaren Zusammenhang:
{\displaystyle T} ist kompakt {\displaystyle \Leftrightarrow e_{n}(T)\rightarrow 0.}
Auf Grund dieser Tatsache kann man die Entropiezahlen nutzen um dem Operator einen „Grad der Kompaktheit“ zuzuordnen, d. h. je schneller die Entropiezahlen gegen 0 fallen, umso kompakter ist der Operator.